# Toxin BoP1
Toxin BoP1 (synonym Kaliumkanaltoxin alpha-KTx 16.8) ist ein Toxin aus dem Skorpion Buthus occitanus Paris (Feldskorpion).

## Eigenschaften
Toxin BoP1 ist ein Protein und Skorpiontoxin aus dem Feldskorpion, wie auch BoPKTX und Toxin BoP2. Es bindet an Synaptosomen von Ratten mit einer IC50 >> 100 nM. Toxin BoP1 bindet schwach an den Kaliumkanal Kv1.3. Vermutlich bindet es an KCa1.1/KCNMA1. Es ist strukturell mit Martentoxin verwandt.